# Mesjid Punteut
Mesjid Punteut is een bestuurslaag in het regentschap Lhokseumawe van de provincie Atjeh, Indonesië. Mesjid Punteut telt 3203 inwoners (volkstelling 2010).